# Sveti Josip
Sveti Josip, obrtnik (po predaji tesar) iz Nazareta, zaručnik Marijin i Isusov poočim i hranitelj, glava Svete Obitelji. Odlukom Hrvatskoga sabora iz 1687. godine proglašen je zaštitnikom hrvatskog naroda. Papinskom odlukom »Quemadmodum Deus« Pia IX. 8. prosinca 1870. proglašen je zaštitnikom sveopće Katoličke Crkve (lat. Protector sanctae Ecclesiae, zaštitnik svete Crkve). Sv. Josip je i zaštitnik Drugoga vatikanskog sabora, a od 2013. i Vatikana.
Josip je bio potomak iz Davidova kraljevskoga roda te je po njemu i Isus bio Davidov potomak (»sin Davidov«). Radio je kao siromašni tesar iz Nazareta i u njegovoj je blizini Isus proveo svoje djetinjstvo i mladost, živeći jednostavnim radničkim životom. Kršćani slave Josipa, Marijina zaručnika i Isusova poočima kao sveca i kao Božjega odabranika, kojemu je Bog povjerio biti glavom nazaretske obitelji u kojoj se ostvarilo Isusovo utjelovljenje. Prema Evanđeljima, Bog mu je u snu rekao, neka uzme Mariju za svoju ženu i da se ne boji onoga koji je u njoj začet. Kasnije mu je također poručio da uzme Mariju i dijete i ode u Egipat, i da se također u određeno vrijeme vrati iz Egipta i nastani u Nazaretu. Drugim riječima, Josip je bio dobro upućen u Božje govore. Josip zajedno s Marijom i Isusom čini Svetu Obitelj. Svetkovina sv. Josipa slavi se 19. ožujka, a 1. svibnja je spomendan sv. Josipa radnika.

## U evanđeljima

### Prije Isusova rođenja
Riječ "Josip" hebrejskog je podrijetla i znači "neka Bog pridoda". Te je riječi zapisane u Starom zavjetu, izgovorila Rahela, ljubljena žena praoca Jakova, rodivši sina nakon duge neplodnosti, sina poznatog nam kao Josip Egipatski.
Sv. Josip prvi put se spominje u Evanđeljima po Mateju i Luki, koja su napisana oko 70. godine. U Novom zavjetu, sv. Josip spominje se u samo dvanaest redaka. Evanđelist Luka navodi u popisu Isusova rodoslovlja, da se otac sv. Josipa zove Eli (Lk 3, 23), dok Matej piše da mu je ime Jakov (Mt 1,16). Popis Isusova rodoslovlja ima funkciju prikazivanja Isusa kao obećanog Mesije, potomka Davidova roda. Josipovi djed i baka bili su Matan i Esta. Josipova majka bila je prvotno udana za Elija i nisu imali djece. Nakon što je Eli preminuo, udala se za Jakova, koji je bio Elijev polubrat. Po židovskom zakonu, ako je žena postala udovica, a nije imala djece, preporučivalo se, da se uda za muževog brata ili polubrata, ako je bio samac, kako bi se sačuvala pokojnikova loza. Tako se Josipova majka udala za Jakova - polubrata od pokojnog muža i u tom braku rodio se Josip. Tako je Josip bio sin Jakovljev po naravi, a sin Elijev po zakonu.
Prema Evanđeljima, bio je iz Davidove kraljevske dinastije, a po zanimanju je bio tesar. Sv. Matej, apostol i evanđelist, kaže za njega da je bio pravednik, što znači krjepostan i svet muž. Živio je skromno u gradiću Nazaretu u pokrajini Galileji na sjeveru Palestine. Stanovništvo je bilo miješano, uz Židove bilo je i drugih naroda. 
Prema predaji, Marijini roditelji Joakim i Ana nisu dugo mogli imati djece. Zavjetovali su se Bogu, ako dobiju dijete, da će ga posvetiti njegovoj svetoj službi. Marija je kao i druge židovske djevojke bila odgojena u Jeruzalemskom hramu od treće do četrnaeste godine. Nakon toga vratila se kući i mogla se udati. Marija se zavjetovala Bogu, da će zauvijek biti djevica. To je starješinu, velikog svećenika dovelo na muke, jer je po Sv. pismu morao poštovati zavjete, a s druge strane nijedna djevojka osim Marije nije se zavjetovala na vječno djevičanstvo i nije bilo predviđeno da djevojka ostane sama i neudana. Tada nije bilo ženskih redovničkih zajednica. Veliki svećenik je sazvao pismoznance i narodne starješine na vijeće. Zaključili su da će Boga molitvom zatražiti za pomoć. Svećenik je tijekom molitve čuo: "Riječ proroka Izaije valja da se ispuni: Isklijat će mladica iz panja Jišajeva, cvijet će izbiti iz korijena njegova, i počivat će nad njim duh Gospodnji." (Iz 11, 1-2). Na to je veliki svećenik donio proglas da svi mladići iz roda Davidova sposobni za ženidbu dođu u Hram s grančicom u ruci. Procvala je jedino Josipova grančica i blago svjetlo obasjalo mu je glavu. I tako je prema predaji, postao Marijin zaručnik i kasnije suprug. Predaja je zabilježena u knjizi crkvenog oca Grgura iz Nise i nekih drugih. 
Marija je pristala biti s Josipom pod uvjetom da bude djevica i u braku. Katolička Crkva vjeruje da Djevica Marija i sv. Josip nisu imali spolne odnose u braku. Josip i Marija bili su iz istog plemena i roda. Pleme je Judino (judejsko), a rod Davidov (potomci kralja Davida). Židovski zakon je govorio: "Svi muškarci neka si uzimaju žene iz plemena i porodice svoje i sve žene neka si uzimaju muževe od istog plemena, da baština ostane u porodici i da se plemena ne pomiješaju međusobno, već da tako ostanu kako li je razdijelio Gospodin." (Br 36, 7-9) Zaruke su u ono vrijeme bile već oblik ženidbe, ali trebalo je proći određeno vrijeme prije nego što mladenac uvede mladenku u svoju kuću uz ženidbene svečanosti. Upravo u tom međuvremenu, Marija je začela Isusa po Duhu Svetome. Josip nije bio prisutan kada se to dogodilo i nije ništa znao o tome. Kada je shvatio, da je Marija trudna, našao se u velikom iskušenju i boli. Vjerovao je da je Marija poštena djevojka, a opet vidjeli su se znaci trudnoće. U to vrijeme običaj je bio da se djevojka kamenuje ako je učinila preljub. Josip to nikako nije želio pa je tražio način kako da je na častan način otpusti. Odlučio je otići iz Nazareta. Noć prije nego što je kanio otići, u snu mu se javio anđeo i poručio: "Josipe, sine Davidov, ne boj se uzeti k sebi svoju ženu Mariju, jer ono što je u njoj začeto od Duha je Svetoga. Rodit će Sina i dat će mu ime Isus, jer će on spasiti svoj narod od njegovih grijeha" (Mt 1,18-25). Josip se smirio i prihvatio. Tako je Josip bio poučen ne samo o nepovrijeđenoj časti Djevice Marije, nego i o njezinom uzvišenom dostojanstvu. Zato je od sada preuzeo na sebe dužnost, da bude zaštitnikom i čuvarom najsvetije obitelji, u kojoj će se othranjivati sam Sin Božji, Mesija i Spasitelj svijeta. Pozvao je Mariju, da dođe živjeti k njemu i imali su svadbenu svečanost. Odlučili su se na djevičanski brak, ali drugima nisu rekli za to. U braku su se izuzetno voljeli i poštovali, imali su skladan i dobar brak.

### Isusovo rođenje
Mariji se približavalo vrijeme poroda. Tada je došla naredba rimskog cara Augusta, da se popiše stanovništvo. Josip i trudna Marija krenuli su na put iz njihovog grada Nazareta u Betlehem, gdje je bio popis stanovništva za njih, jer su oboje iz roda kralja Davida. U Betlehemu se čuvala knjiga potomaka Davidovih, tamo je valjalo poći i prijaviti se rimskim pisarima. Zbog gužvi nisu mogli naći mjesto u svratištima te su naposljetku završili u staji, okruženi domaćim životinjama, gdje se Isus rodio. Josip je bio jedini svjedok Marijina poroda. Oboje su se poklonili Isusu u jaslicama, prvo Marija pa Josip. Anđeli su pastirima dojavili vijest o Isusovu rođenju te su prvi vidjeli dijete. Poslije je zvijezda repatica dovela sveta tri kralja do Isusa. Pastiri su predstavnici puka, a sveta tri kralja plemstva, jer se Isus rodio za sve ljude. Sveta tri kralja našli su Isusa s Marijom i Josipom, poklonili su mu se i dali mu darove: zlato, tamjan i smirnu. Isus nije Josipovo dijete po načinu začeća, ali niti od njega posvojeno dijete. To je dijete njegove zaručnice Marije, ali ne snagom njegova braka, niti bilo kojeg čovjeka, nego samoga Boga.

### Za vrijeme Isusova djetinjstva
Nakon Isusovog rođenja, Josip je našao bolji smještaj u Betlehemu, jer više nije bilo toliko ljudi u gradu. Osmi dan nakon rođenja, po židovskom zakonu izvršili su obred obrezanja i tada je Josip, Djetetu dao ime Isus, kako mu je poručio anđeo u snu. Ime Isus znači Otkupitelj, Spasitelj.
Prema Mojsijevu Zakonu, Josip i Marija donijeli su Isusa u Hram u Jeruzalemu, da ga, kao prvorođenca, obredno prikažu Bogu. Preko Mojsija, Bog je Izraelcima, dao propis, da 40. dan nakon poroda svećenici u Hramu moraju blagosloviti rodilju. Roditelji su za uzvrat, dali janje mlađe od godine dana ili mladu golubicu. U stilu Isusova skrovita djetinjstva, obred je prošao jednostavno i nenapadno. U Hramu se zatekao starac Šimun, koji je Isusa primio u naručje i prepoznao ga kao Mesiju, na čuđenje Josipa i Marije, a Mariji je prorekao, da će mnogo patiti, riječima: "Mač boli, probost će ti dušu." Proročica Ana je također bila tada u Hramu i uputila je molitve i zahvale Bogu.
Sv. Josipu u snu se ukazao anđeo i rekao: "Ustani, uzmi dijete i majku njegovu te bježi u Egipat i ostani ondje dok ti ne reknem, jer će Herod tražiti dijete da ga pogubi" (Mt 2, 13). Herod je odlučio pogubiti svu djecu u Betlehemu i okolici od dvije godine na niže, stoga su Josip, Djevica Marija i Isus morali pobjeći. Bog Otac ni Isus nisu upotrijebili svoje moći, da se brane od progonstva, već su izbrali ponizan put. Sv. Josip je poslušao i s Marijom i Isusom na brzinu krenuo još iste noći na put samo s najosnovnijim stvarima. Granica je bila nekoliko sati daleko, a slijedila je pustinja po kojoj su putovali pet-šest dana. Bili su u strahu, da ih ne stigne Herodova vojska. Prema predaji, smatra se, da je sveta obitelj bila u današnjem selu Matariji nedaleko antičkog grada Heliopolisa (danas dio Kaira). Sv. Josip bio je drvodjelja pa je svojim radom izdržavao Djevicu Mariju i Isusa. Bilo je vremena, kada su bili gladni i jedva su preživljavali. Bili su u Egiptu nekoliko godina, dok nije umro Herod. Tada se anđeo javio Josipu u snu i rekao: "Ustani, reče, uzmi dijete i njegovu majku te pođi u zemlju izraelsku jer su umrli oni koji su djetetu o glavi radili" (Mt 2, 20). Vratili su se u Izrael, ali ne u Judeju, jer je tamo vladao Herdovov nasljednik Arhelaj, nego u Nazaret u Galileju gdje su bili sigurni (Mt 2, 22). Sv. Josip radio je kao tesar. Isus mu je pomagao u poslu. U to vrijeme tesarov posao sastojao se u tome, da teše grede za krovove i terase, da izrađuje vrata, grube škrinje, da popravlja plugove i kotače na kolima kakva su se radila tada, da ograđuje polja i vrtove i tako ih štiti od ovaca. Tesarska vještina više je puta dobro došla. Tako je u Betlehemu, Josip špilju mogao na brzinu bar malo učiniti ugodnijom za Marijin porod. Na dugom putu u Egipat i tijekom progonstva u Egiptu, prehranjivali su se od Josipova rada. Kao tesar, mogao je raditi svuda, i u gradu i na selu, i u domovini i u tuđoj zemlji.
Hodočastio je s dvanaestogodišnjim Isusom i Marijom iz rodnog Nazareta u Jeruzalem po propisu židovskog zakona o blagdanu Pashe. Putovali su zajedno prijatelji i susjedi, neki na magarcima i konjima, a većina pješice. Tada je Isus prvi put stupio u kuću svoga nebeskog Oca. I nakon što su Josip i Marija krenuli prema kući, Isus je ostao u hramu. Oni su mislili, da se i on vraća zajedno u grupi s drugom djecom. Shvatili su, da su ga izgubili pa su ga tražili tri dana. Za povratak im je bio potreban čitav dan, a još su ga jedan dan tražili i našli ga u hramu gdje raspravlja s učiteljima i pismoznancima. Te ljude je vrlo iznenadilo Isusovo znanje, jer je imao samo dvanaest godina, dok su oni bili iskusni i poznati učitelji! Marija je upitala Isusa zašto im je to učinio. Isus je odgovorio, da je ostao u hramu, jer mu valja biti u kući svoga Oca. Poslije toga, Isus se sa svojim roditeljima vratio kući u Nazaret i bio poslušan. 
Za vrijeme Isusovog djetinjstva u Nazaretu, Sveta obitelj vodila je običan svakodnevni život, koji se sastojao od rada, obiteljskog zajedništva i molitve. Isusova poslušnost Mariji i Josipu, njegovom zakonitom ocu, odraz je njegove sinovske poslušnosti Bogu Ocu. Marija i Josip s vjerom prihvaćaju Otajstvo Isusa, premda ga uvijek ne shvaćaju. Sveti Josip više se ne spominje u evanđeljima nakon Isusove 12. godine. Vjeruje se, da su u času njegove smrti bili prisutni Isus i Djevica Marija te se zbog toga časti kao svetac zaštitnik umirućih. Umro je prije Isusovog javnog djelovanja, muke i uskrsnuća, između Isusove 12. i 30. godine, ali bliže 30. nego 12. godini. Da je sv. Josip bio živ u vrijeme Isusove muke na križu, ne bi Isus s križa povjerio Djevicu Mariju apostolu Ivanu na skrb. Smatra se, da je sv. Josip u vrijeme zaruka s Djevicom Marijom imao između 30 i 40 godina, a da je umro s otprilike 60 godina. Ljudi su vjerovali, da je on Isusov otac i Marijin suprug (koja je bila vrlo mlada u vrijeme poroda), stoga nije mogao biti starac u vrijeme Isusova rođenja i djetinjstva, već je bio u punoj muževnoj snazi, pogotovo jer je morao uzdržavati obitelj i podnositi teške fizičke napore u poslu i u dugim putovanjima poput puta u Egipat pješke u trajanju pet-šest dana i nazad nakon nekoliko godina. Nakon smrti, tijelo mu je počivalo u grobu, a duša mu je boravila u pretpaklu na kratko vrijeme. Prema crkvenom učenju, vrata raja bila su zatvorena od vremena grijeha prvih ljudi Adama i Eve do Isusova uskrsnuća. Duše pravednika, boravile su u pretpaklu, ali ne i u paklu. Nakon Isusova uskrsnuća, vjeruje se, da sv. Josip zauzima istaknuto i visoko mjesto u raju. Nema spomena o grobu ili relikvijama dijelova tijela sv. Josipa pa Crkva vjeruje, da je uskrsnuo s drugim pravednicima nakon Isusova uskrsnuća na isti dan te na Spasovo s Kristom uzašao na nebesa. U Evanđelju je opisano: "grobovi se otvoriše i ustaše mnoga tijela svetih, koji su usnuli. I izišavši iz grobova po uskrsnuću njegovu, dođoše u sveti grad i pokazaše se mnogima." (Mt 27, 51-53)

## Epizode iz života po Evanđeljima
| Redoslijed | Događaj                                             | Matej       | Marko | Luka        | Ivan        |
| ---------- | --------------------------------------------------- | ----------- | ----- | ----------- | ----------- |
| 1.         | Josip živi u Nazaretu                               |             |       | Lk 2, 4     |             |
| 2.         | Rodoslovlje                                         | Mt 1, 1-17  |       | Lk 3, 23    |             |
| 3.         | Josip zaručen s Marijom                             | Mt 1, 18    |       |             |             |
| 4.         | Anđeo govori Josipu u snu                           | Mt 1, 20-21 |       |             |             |
| 5.         | Josip i Marija putuju u Betlehem                    |             |       | Lk 2, 8-15  |             |
| 6.         | Isusovo rođenje                                     | Mt 1, 25    |       | Lk 2, 6-7   |             |
| 7.         | Prikazanje u Hramu                                  |             |       | Lk 2, 22-24 |             |
| 8.         | Anđeo u snu poručuje Josipu neka pobjegnu u Egipat  | Mt 2, 13    |       |             |             |
| 9.         | Bijeg u Egipat                                      | Mt 2, 14-15 |       |             |             |
| 10.        | Anđeo u snu poručuje Josipu neka se vrate iz Egipta | Mt 2, 19-20 |       |             |             |
| 11.        | Povratak u Nazaret                                  | Mt 2, 21-23 |       | Lk 2, 39    |             |
| 12.        | Traženje Isusa u Hramu                              |             |       | Lk 2, 41-51 |             |
| 13.        | Sveta Obitelj                                       |             |       |             | Iv 6, 41-42 |

## Štovanje
Značajnije štovanje sv. Josipa započelo je oko 850. godine u Reichenauu, a kasnije su ga osobito promicali sveti Bernard iz Clairvauxa, sveta Tereza Avilska, sveti Franjo Saleški, Ivan Gerson, franjevci i papa Siksto IV., koji je uveo blagdan sv. Josipa obveznim za svu Crkvu. Sv. Josip je zaštitnik bolesnika i umirućih i uzor obiteljskog života te pokazuje kako se služi Isusu, spasitelju čovjeka. Poznata je pobožnost Konop sv. Josipa.
Vjernici štuju sv. Josipa na razne načine. Svetkovina sv. Josipa je 19. ožujka - Josipovo, a slavi se i 1. svibnja kao sv. Josip radnik. Njemu su posvećene mnoge molitve kao što su: litanije sv. Josipa, krunica svetom Josipu, trodnevnice, devetnica, tridesetodnevnica i dr. Tako se »mala devetnica« moli devet dana uoči svetkovine, a »velika devetnica« devet srijeda uoči svetkovine (pobožnost je poznata i kao »Devet srijeda sv. Josipu«). Posvećena mu je srijeda, kao njegov dan. Ožujak je mjesec posvećen sv. Josipu. Postoje bratovštine sv. Josipa. Postoje i vjerski časopisi o sv. Josipu poput karlovačkog Glasnika svetog Josipa, brojne knjige i molitvenici (Idite k Josipu i ini). Ponegdje se Očev dan slavi na njegovu svetkovinu 19. ožujka.  
Hasburška dinastija štovala je sv. Josipa, sve od cara Leopolda I. Nastao je običaj, da se carevićima daje ime Josip (njem. Joseph). Tako su Hasburgovci imali careve: Josipa I., Josipa II. i Franju Josipa I.
Časti se u Italiji (pogotovo na Siciliji), u talijanskim zajednicama u SAD-u, na Filipinima, u Kanadi, na Malti, u Španjolskoj i drugdje. Sv. Josip je svetac zaštitnik brojnih država širom svijeta, uključujući i Hrvatsku.
Prema Crkvenoj tradiciji, srijeda nakon druge nedjelje po Uskrsu slavi se kao blagdan zaštite sv. Josipa.

### Relikvije
Postoje relikvije sv. Josipa drugoga reda tj. predmeti kojima se koristio. U talijanskoj Perugi od 1477. nalazi se njegov vjenčani prsten. Prethodno je bio u Chiusiju, kamo je donesen iz Jeruzalema u 11. stoljeću. 
U francuskome gradu Joinville-sur-Marne čuva se pojas (cingulum) svetog Josipa, dok se u riznici Karla Velikog u njemačkome Aachenu čuvaju zavoji, koje je kao čarape sv. Josip zamatao Djetetu Isusu.
U talijanskom samostanu Camaldoli u okolici Arezza nalazi se štap sv. Josipa. Prethodno je bio u turskom Izmiru.

### Sveci i sv. Josip
Među crkvenim redovima, karmelićani i franjevci istakli su se u širenju i prakticiranju josipovskih pobožnosti. Sveta Terezija Avilska nazivala je sv. Josipa svojim ocem i gospodarom. Posvetila mu je trinaest karmelićanskih samostana, koje je sama osnovala njemu u čast. Osobno je širila pobožnost prema njemu i zapisala milosti, čiji je dobitak pripisivala njegovu zagovoru.
Među osobite štovatelje sv. Josipa ubraja se sv. Franjo Saleški. U svojem časoslovu imao je samo sličicu sv. Josipa. Jednom je nekom redovniku izjavio, da sav pripada sv. Josipu. Uoči svetkovine sv. Josipa, postio je na kruhu i vodi. Kad je utemeljio novu redovničku družbu, uzeo je sv. Josipa za sveca zaštitnika. 
Slično su sv. Josipa štovali sv. Ignacije Loyolski, sv. Vinko Paulski i brojni sveci.

### U Hrvatskoj
Vlada Dubrovačke Republike je 20. ožujka 1521. godine prihvatila prijedlog da se u Republici svetkovina svetog Josipa slavi kao zapovijedni blagdan. 
U sjevernim krajevima Hrvatske štovanje su mu širili isusovci, a Hrvatski sabor na svojemu zasjedanju 9. i 10. lipnja 1687. godine proglasio ga je zaštitnikom Hrvatskoga Kraljevstva. Točnije, u saborskom protokolu od tih dana, na latinskom piše: „Sveti Josip, Krista Spasitelja vjerni branitelj, Djevice Bogorodice djevičanski zaručnik, za posebnog zaštitnika Kraljevine Hrvatske u Državnom saboru godine 1687. od redova i staleža jednoglasno je odabran.” Hrvatski biskupi na svojemu zasjedanju u Splitu 1972. godine izjavili su „da je odluka Hrvatskog sabora iz 1687. god. i sada na snazi, jer Sabor nije imao u vidu apstraktno hrvatsko kraljevstvo, nego hrvatski narod, koji nadživljuje sve peripetije oko svoga suvereniteta…”. Tada je Hrvatska biskupska konferencija donijela odluku da se osobito mora štovati u Hrvatskoj. To je proglašenje na prijedlog zagrebačkog biskupa Martina Borkovića bilo pravovaljano sa svjetovne i crkvene strane, i kasnije nije nikada osporeno.
Odlukom HNV R. Srbije blagdan sv. Josipa je jedan od četiriju blagdana hrvatske zajednice u Srbiji. Nacionalno svetište sv. Josipa je u Karlovcu na Dubovcu.
2017. godine se na Tridesetodnevnici za Hrvatsku i hrvatski narod molilo za sve nakane po zagovoru sv. Josipa, povodom 330. obljetnice kako je Hrvatski sabor proglasio sv. Josipa za nebeskog zaštitnika hrvatskog naroda. Na tu prigodu je i prema odluci kardinala Josipa Bozanića, na području Zagrebačke nadbiskupije proglašena Godina svetog Josipa s početkom 19. ožujka 2017.

## U umjetnosti

### Slikarstvo
Do 17. stoljeća, na slikama se sv. Josip prikazivao kao čovjek poodmakle dobi, sijede kose, često proćelav i kao relativno sporedan lik uz Djevicu Mariju i Isusa, često u pozadini, pasivne uloge osim na slikama bijega u Egipat. Josip je prikazivan uglavnom s bradom, ne samo u skladu sa židovskim običajima, već i zato što se u Evanđeljima ne navodi njegova starost, a uglavnom se smatralo kako je bio stariji od Djevice Marije. 
Ipak, u korak s porastom zanimanja za Josipovu ulogu u Evanđeljima, postaje središnja figura u prikazima Svete Obitelji. Često se prikazuje kao mlađi ili čak mladenački čovjek (osobito u protestantskim prikazima), koji radi kao stolar ili kao djelatan sudionik u svakodnevnom životu Djevice Marije i Isusa
Cijeli ciklusi prikaza života sv. Josipa vrlo su rijetki u srednjem vijeku, iako je često prisutan u prizorima iz života Djevice Marije i Isusa. Na triptihu oltara Mérode oko 1425. Roberta Campina desni dio posvećen je samo sv. Josipu. Prikazan je kako radi kao stolar. 
Na nekim kipovima u ruci ima cvijeće poput ljiljana, što simbolizira da je božanski izabran. Neke pravoslavne ikone s motivima Božića prikazuju sv. Josipa kojega iskušava đavao (prikazan kao starac s krilima), nagovarajući ga na prekid zaruka, i kako se sv. Josip odupire toj kušnji. Postoje neke slike na kojima sv. Josip nosi židovski šešir. Sv. Josip ponegdje se povezuje i s crnom bojom, a u modernim prikazima i sa zelenom, dok je boja Djevice Marije plava.
Jedna od najpoznatijih slika na kojima se pojavljuje Josip je Rafaelovo Vjenčanje Djevice. Na slici, Josip i Marija stoje pred svećenikom i sklapaju ženidbu. Josip u ruci drži procvalu mladicu i daje obećanje vjernosti svojoj zaručnici. Postrance neki mladić lomi o koljeno svoju suhu mladicu. Mladice podsjećaju na predaju, po kojoj je Marija trebala pripasti mladiću, čija će mladica procvati, a to je bio baš Josip.
- Ikona sv. Josipa s Isusom, oko 1850., Bugarska
- Michelangelo u Sikstinskoj kapeli: Jakov i Josip (Josip i njegov otac Jakov)
- Juan de Valdés Leal: Krunjenje sv. Josipa, oko 1665.
- Georges de La Tour: Josip kao tesar, oko 1635.
- Bartolo di Fredi: Prikazanje u Hramu, 1388.
- Bartolomé Esteban Murillo: Sveta obitelj s Duhom Svetim, 1675. – 1682.
- Oltar sv. Josipa u Njemačkoj.
- Giotto: Bijeg u Egipat, 13. stoljeće.

### Film
- Očevo srce, španjolski igrani dokumentarac (dokudrama)[26]